# Saint-Marcel (Indre)
Saint-Marcel és un municipi francès, situat al departament de l'Indre i a la regió de Centre – Vall del Loira. L'any 2007 tenia 1.638 habitants.

## Demografia

### Població
El 2007 la població de fet de Saint-Marcel era de 1.638 persones. Hi havia 743 famílies, de les quals 252 eren unipersonals (96 homes vivint sols i 156 dones vivint soles), 291 parelles sense fills, 180 parelles amb fills i 20 famílies monoparentals amb fills.
La població ha evolucionat segons el següent gràfic:
Habitants censats

### Habitatges
El 2007 hi havia 931 habitatges, 754 eren l'habitatge principal de la família, 90 eren segones residències i 87 estaven desocupats. 884 eren cases i 43 eren apartaments. Dels 754 habitatges principals, 601 estaven ocupats pels seus propietaris, 139 estaven llogats i ocupats pels llogaters i 15 estaven cedits a títol gratuït; 12 tenien una cambra, 44 en tenien dues, 178 en tenien tres, 271 en tenien quatre i 249 en tenien cinc o més. 576 habitatges disposaven pel capbaix d'una plaça de pàrquing. A 390 habitatges hi havia un automòbil i a 235 n'hi havia dos o més.

### Piràmide de població
La piràmide de població per edats i sexe el 2009 era:
| Homes | Edats   | Dones |
| ----- | ------- | ----- |
| 4     | 95 o +  | 0     |
| 4     | 90 a 94 | 12    |
| 16    | 85 a 89 | 52    |
| 20    | 80 a 84 | 16    |
| 40    | 75 a 79 | 68    |
| 40    | 70 a 74 | 56    |
| 32    | 65 a 69 | 52    |
| 68    | 60 a 64 | 52    |
| 48    | 55 a 59 | 44    |
| 56    | 50 a 54 | 64    |
| 72    | 45 a 49 | 52    |
| 24    | 40 a 44 | 60    |
| 56    | 35 a 39 | 32    |
| 44    | 30 a 34 | 52    |
| 60    | 25 a 29 | 48    |
| 28    | 20 a 24 | 48    |
| 44    | 15 a 19 | 40    |
| 36    | 10 a 14 | 48    |
| 40    | 5 a 9   | 24    |
| 44    | 0 a 4   | 28    |

## Economia
El 2007 la població en edat de treballar era de 954 persones, 620 eren actives i 334 eren inactives. De les 620 persones actives 557 estaven ocupades (302 homes i 255 dones) i 63 estaven aturades (26 homes i 37 dones). De les 334 persones inactives 128 estaven jubilades, 72 estaven estudiant i 134 estaven classificades com a «altres inactius».

### Ingressos
El 2009 a Saint-Marcel hi havia 771 unitats fiscals que integraven 1.607,5 persones, la mediana anual d'ingressos fiscals per persona era de 17.271 €.

### Activitats econòmiques
Dels 60 establiments que hi havia el 2007, 1 era d'una empresa extractiva, 1 d'una empresa alimentària, 1 d'una empresa de fabricació de material elèctric, 1 d'una empresa de fabricació d'elements pel transport, 4 d'empreses de fabricació d'altres productes industrials, 10 d'empreses de construcció, 12 d'empreses de comerç i reparació d'automòbils, 4 d'empreses de transport, 3 d'empreses d'hostatgeria i restauració, 2 d'empreses d'informació i comunicació, 1 d'una empresa immobiliària, 13 d'empreses de serveis, 1 d'una entitat de l'administració pública i 6 d'empreses classificades com a «altres activitats de serveis».
Dels 15 establiments de servei als particulars que hi havia el 2009, 1 era una oficina de correu, 1 taller de reparació d'automòbils i de material agrícola, 1 paleta, 1 guixaire pintor, 1 fusteria, 3 lampisteries, 2 electricistes, 1 perruqueria, 2 restaurants i 2 salons de bellesa.
Dels 8 establiments comercials que hi havia el 2009, 1 era un hipermercat, 1 un supermercat, 1 una botiga de menys de 120 m², 1 una peixateria, 1 una sabateria, 1 una botiga de material de revestiment de parets i terra, 1 un drogueria i 1 una joieria.
L'any 2000 a Saint-Marcel hi havia 9 explotacions agrícoles que ocupaven un total de 309 hectàrees.

## Equipaments sanitaris i escolars
L'únic equipament sanitari que hi havia el 2009 era una farmàcia.
El 2009 hi havia una escola elemental.

## Poblacions més properes
El següent diagrama mostra les poblacions més properes.